# 킹 파흐드 주바일 산업항

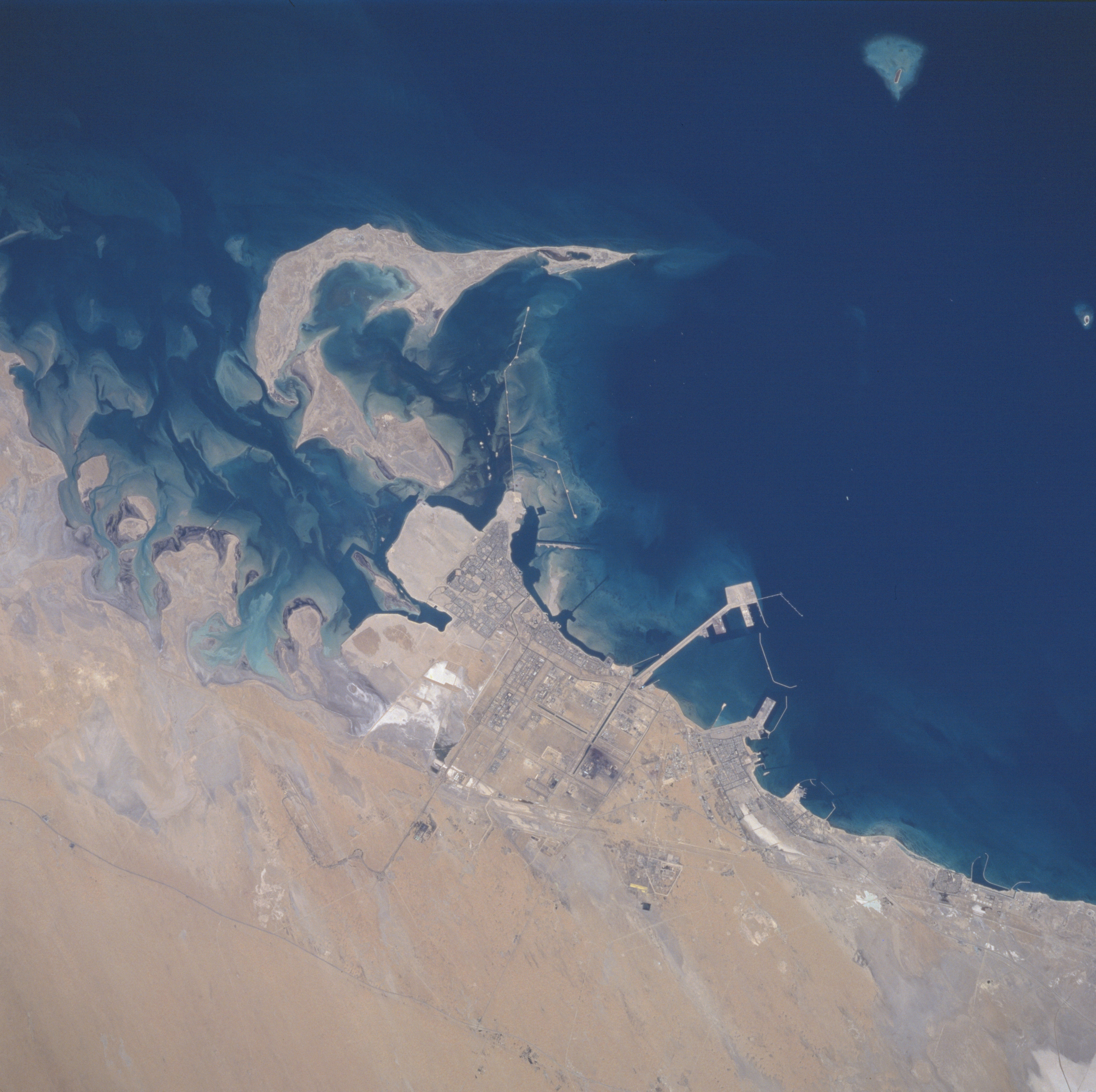
주바일 시의 위성사진. 1996년.

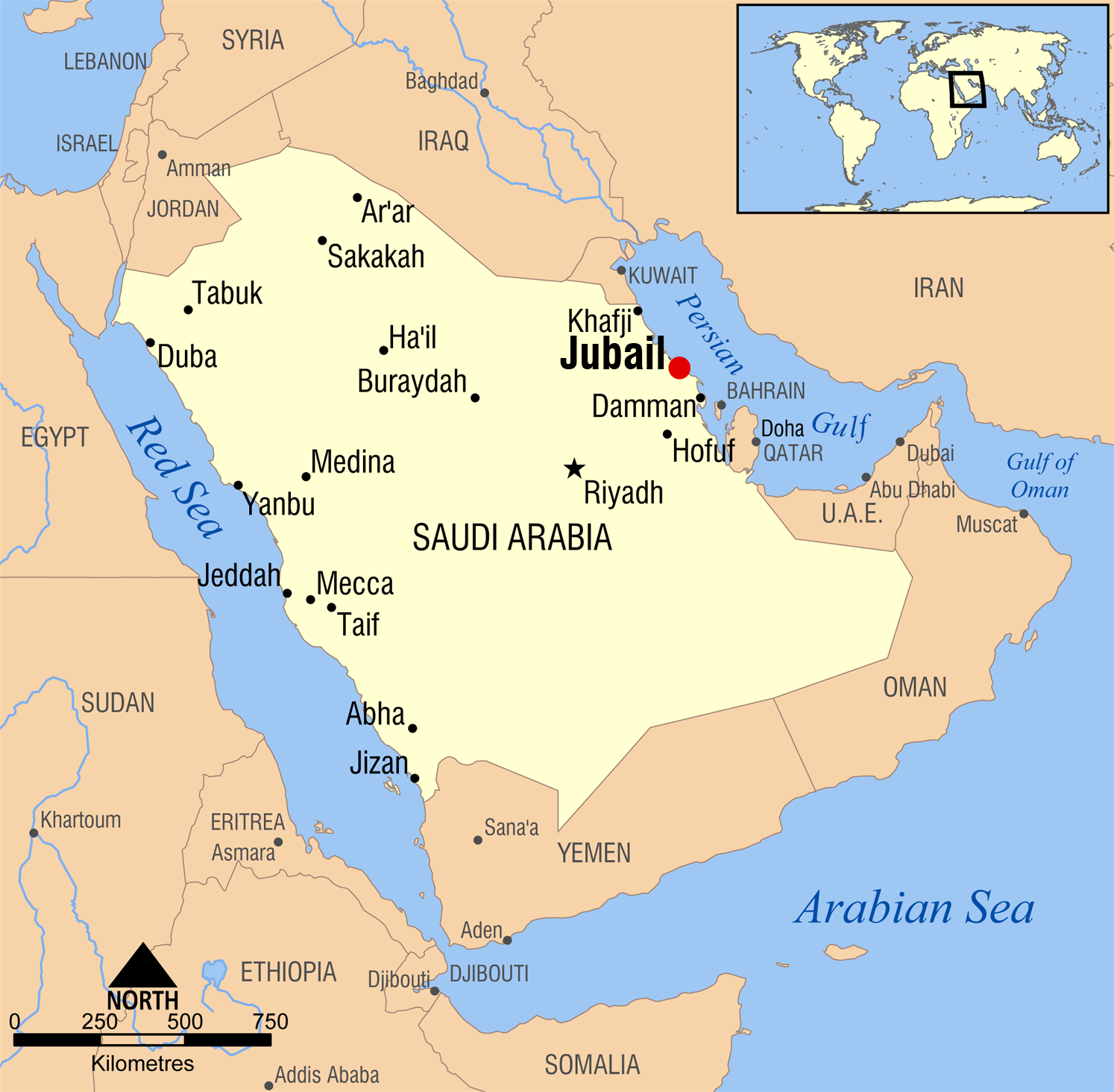
주바일 시의 위치

킹 파흐드 주바일 산업항은 사우디아라비아 주바일에 위치한 산업항이다. 1976년 6월 16일 현대건설이 수주하였으며, 현대건설에서 현대그룹이 탄생하는 결정적 계기가 되었다.

## 공사 과정
수심 10m의 바다를 길이 8km, 폭 2km로 매립해 항구와 기반시설을 만드는 공사로, 300 미터 높이의 산 하나를 바다에 메우는 분량이었다. 그 뒤 수심 30m 바다에 길이 3.6㎞의 30만t급 유조선 4대를 접안하는 시설(OSST)을 건설해야 했다.
당시 대한민국 국가예산의 25% 액수인 약 9억 4,000여만 달러의 공사로서, 한국 역사상 최대의 공사였으며, 세계 최대 규모의 공사였다. 이 공사에는 200여 명의 토목,건축,기계 및 설비분야의 상주 기술자와 관리자를 비롯해 100여 종에 이르는 각 분야의 기능공이 하루 최대 3,600명의 한국인 근로자가 투입되었다. 이 공사의 수주에 큰 기여를 한 이명박 부사장은 1년 뒤인 1977년 현대건설 사장으로 승진한다.

### 한국인 노동자들의 데모와 진압
1977년 3월과 1979년 8월 두 차례, 공사 현장에서 열악한 근로 조건 때문에 한국인 노동자들의 데모가 발생했다. 당시 현대건설은 해외 근로자에 대한 저임금 등 열악한 근로 조건을 제공했다고 한다. 참다못한 근로자들이 중장비를 몰고 와서 사무실을 점거하는 사태가 발생한 것이다.
당시 이명박이 사장이었던 현대건설은 사우디아라비아 정부에 폭동이라며 진압을 요청했고, 사우디 정부는 방위군을 즉각 투입해 근로자들을 진압했다. 주모자들은 우리나라로 강제 송환 당했고 이들 중 일부는 국내에 들어와서 군사정권 아래 벌어진 사상검증까지 혹독하게 받았다는 것이다. 현대건설은 모든 피해를 보상하고 사우디 공사에 참여할 수 없는 것으로 마무리 지었으며 이러한 상태는 최근에야 풀렸다.

## 참고 자료
- 한국민족문대백과사전-사우디아라비아 주베일 산업항공사